# 2001 w sztukach plastycznych
Wydarzenia w sztukach plastycznych i wizualnych w 2001 roku.

## Wydarzenia
- Wystawa Duda Gracz i uczniowie w Muzeum Śląskim. Artyści zaproszeni przez Jerzego Dudę-Gracza: Eugen Bednarek, Grzegorz Bialik, Renata Bonczar, Jan Bresiński, Andrzej Desperak, Bożena Desseau-Labedz, Danuta Jarecka, Beata Maria Jurkowska, Antoni Kowalski, Elżbieta Kuraj, Ewa Kwasniewski-Fojcik, Roman Maciuszkiewicz, Piotr Naliwajko, Ewa Satalecka, Janusz Szpyt, Beata Wąsowska, Maestro Żegalski[1];
- W dniach 20 kwietnia – 20 czerwca odbyło się II Berlin Biennale.
- 5 maja otwarto w Brukseli wystawę Irreligia. Morfologia nie-sacrum w sztuce polskiej (do 27 stycznia 2002)[2].
- W Tate Modern odbyła się druga wystawa z cyklu The Unilever Series – Double Bind Juan Muñoz (12 czerwca 2001 – 10 marca 2002)[3].
- 3-23.08 – Rezerwat malarskiej uważności - II Międzynarodowy Plener Malarski w Gorzowie Wlkp. - Polski-niemieckie spotkania twórców. Wystawa poplenerowa odbyła się w listopadzie w BWA i w Centrum Promocji ZWCh "Stilon" SA w Gorzowie Wlkp[4]. Uczestnicy pleneru: Andrzej Czarnota, Franciszek Dziadek, Rosemarie Güttler, Konrad Juściński, Janusz Karbowniczek, Elżbieta Kuraj, Franciszek Maśluszczak, Stanisław Mazuś, Günter Neubauer, Katarzyna Oleksiak, Juliusz Piechocki, Antonia Stefanowa, Alla Trofimenkowa-Herrmann, Beata Wąsowska. Komisarz pleneru: Anna Szymanek.
- Łukasz Gorczyca i Michał Kaczyński założyli w Warszawie prywatną Galerię Raster[5].
- Oskar Dawicki, Igor Krenz, Wojciech Niedzielko oraz Łukasz Skąpski założyli Grupę Azorro.

## Malarstwo
- Larry Rivers

Moda i ryby
- Marcin Maciejowski

Lekarz powiedział... – olej na płótnie, 97x124 cm

## Plakat
- Franciszek Starowieyski

plakat do sztuki teatralnej Kto się boi Virginii Woolf? – format B1

## Wideo
- Grupa Azorro

Bardzo nam się podoba – 7 min 32 s
- Oskar Dawicki

Bonus – VHS, 11 s, w kolekcji Muzeum Sztuki Nowoczesnej w Warszawie

## Instalacja
- Roxy Paine

Scumak No. 2 – aluminum, komputer, przenośnik, elektronika, wytłaczarka, stal nierdzewna, polietylen, teflon

## Nagrody
- Nagroda im. Katarzyny Kobro – Zbigniew Dłubak[13]
- Nagroda im. Jana Cybisa – Jadwiga Maziarska
- Nagroda Turnera – Martin Creed[14]
- Paszport „Polityki” w kategorii sztuki wizualne – Katarzyna Józefowicz[15]
- Biennale w Wenecji

Nagroda specjalna – Janet Cardiff i George Bures Miller, Marisa Merz oraz Pierre Huyghe
Nagroda specjalna dla młodych artystów – Federico Herrero, Anri Sala, John Pilson i A1-53167
Złoty Lew (pawilon) – Niemcy
- Nagroda Krytyki Artystycznej im. Jerzego Stajudy – Izabela Kowalczyk[17]
- World Press Photo – Lara Jo Regan[18]

## Zmarli
- Zygfryd Gardzielewski (ur. 1914), polski grafik i typograf
- Leon Śliwiński (ur. 1916), polski malarz
- 5 stycznia – Jerzy Panek (ur. 1918), polski grafik i malarz
- 7 stycznia – Franciszek Piaścik (ur. 1902), polski architekt
- 4 lutego – Iannis Xenakis (ur. 1922), grecki architekt
- 18 lutego – Balthus (ur. 1908), francuski malarz pochodzenia polsko-niemiecko-żydowskiego
- 4 marca – Jean Bazaine (ur. 1904), francuski malarz i witrażysta
- 27 czerwca – Tove Jansson (ur. 1914), fińska ilustratorka i rysowniczka komiksowa
- 29 czerwca – Maurice Estève (ur. 1904), francuski malarz
- 16 lipca – Morris (ur. 1923), belgijski rysownik
- 12 września – Andrzej Kiciński (ur. 1938), polski architekt i urbanista
- 29 września – Andrzej Szewczyk (ur. 1950), polski artysta współczesny
- 23 października – Josh Kirby (ur. 1928), brytyjski malarz i grafik
- 3 listopada – Ernst Gombrich (ur. 1909), austriacki historyk sztuki
- 25 listopada – Tadeusz Polak (ur. 1927), polski historyk sztuki i konserwator zabytków